# ホーン効果
ホーン効果（ホーンこうか、英語: Horn effect）とは社会心理学においてハロー効果に対して逆の意味を持つ認知バイアスの概念である。
逆ハロー効果 (reverse-halo effect) 、悪魔効果 (devil effect) とも呼ばれる。なお、英語表現において複数形Horns effectが用いられることもある。また、「ハロー効果」を包括的な概念として用いる場合には、ハロー効果の負の作用として位置づけられる。「ホーン(horn(s))」は悪魔の角が原義である。例えば、外見と倫理観には何の関連もないにもかかわらず、外見が魅力に欠ける人物について、好印象の人物よりも倫理観が劣るように感じる場合が挙げられる。

## 概要
ある対象物の特定の側面について強い負の印象を持った場合に、その印象に引きずられてその他の側面についても悪印象を感じてしまう心理的効果（認知バイアス）を指す。